# Мег Тили
Мег Тили (на английски: Meg Tilly) е американско-канадска актриса и писателка.

## Биография
Мег Тили е родена на 14 февруари 1960 г. в Лонг Бийч, Калифорния, в семейството на Патриша Ан (по баща Тили), канадска учителка, и бизнесмена Хари Чан. Баща ѝ е американец от китайски произход, докато майка ѝ е от ирландски и финландски произход. Тя е по-малката сестра на актрисата Дженифър Тили.    
Родителите ѝ се развеждат, когато тя е на три години. Отгледана е от майка си и втория си баща Джон Уорд в провинциалния остров Тексада в Британска Колумбия, Канада. По-късно тя твърди, че Уорд е жесток педофил. На 12-годишна възраст Тили започва да ходи на уроци по танци, отчасти за да избягва пастрока си, и след няколко години става талантлива балерина.
Тили посещава гимназия в Ескималт, Британска Колумбия, а също и Гимназия „Чийф Силт“ в Сиатъл, Вашингтон. След като завършва гимназия, напуска дома си и се премества в Съединените щати, за да преследва кариера като професионална танцьорка. В Ню Йорк учи при мадам Дарваш и Мелиса Хейдън с пълна стипендия. Присъединява към Балетната компания на Кънектикът.
Прави дебюта си на екрана (донякъде по ирония на съдбата) като танцьорка в музикалната драма на Алън Паркър „Слава“ (1980) въпреки факта, че танцовата ѝ кариера е спряна през 1979 г., когато танцуващ партньор я изпуска, което води до сериозна травма на гърба.

## Кариера
Меф Тили е принудена да се откаже от танците поради усложнения, произтичащи от нараняването на гърба ѝ. Премества в Лос Анджелис, за да продължи кариерата си на актриса и учи актьорско майсторство при Пеги Фьори. Прави своя телевизионен дебют през 1982 г. в половинчасовата драма „Неприятности с дядо“. След като играе проститутка в епизод от втория сезон на „Hill Street Blues“, тя се появява в първата си главна роля през 1982 г. в приключенски филм „Текс“ с Мат Дилън.
През 1983 г. играе главната роля в свръхестествения филм на ужасите „One Dark Night“, след това участва в „Психо 2“ с Антъни Пъркинс. Появата на Тили във филм на Лорънс Касдан „The Big Chill“, който е номиниран за три награди „Оскар“, включително за най-добър филм, помага значително на кариерата й. В него тя партнира с изявените актьори Кевин Клайн, Глен Клоуз, Том Беринджър, Уилям Хърт, Джеф Голдблум, Джобет Уилямс и Мери Кей Плейс.
Тили е първият избор за ролята на Констанца Моцарт във филма на Милош Форман „Амадеус“, след като получава блестящи оценки за репетиционната си работа както от бъдещия йѝ колега Том Хълс, така и от самия режисьор. Въпреки това тя получава нараняване на крака, докато играе футбол и трябва да изостави проекта. Ролята по-късно отива при Елизабет Беридж.
През 1985 г. Тили получава главна роля в „Агнес Божия“ на Норман Джуисън, появявайки се с Джейн Фонда и Ан Банкрофт. Играейки ролята на монахиня-послушница, която изповядва участието си в девствено зачеване, Тили „представи великолепен портрет на измъчена млада жена, преживяваща крайната криза на вярата“. Критиката оценява изпълнение ѝ, като е номинирана за „Оскар“ за най-добра поддържаща женска роля и печели „Златен глобус “ за най-добра актриса в поддържаща роля. 

## Личен живот
Мег Тили се омъжва през 1983 г. за Тим Зинеман – американски филмов продуцент и син на режисьора Фред Зинеман. Те се запознават на снимачната площадка на първия ѝ филм „Текс“. Двойката има две децаː Емили (р. 1984 г.) и Дейвид (р. 1986). Бракът завършва с развод през 1989 г.
През 1989 г. започва 5-годишна връзка с британския актьор Колин Фърт, когото среща по време на снимките на филма „Валмон“. Те се преместват от Лос Анджелис в дървена къща върху 5 акра планински имот на около час извън Ванкувър, близо до град Мейпъл Ридж, Британска Колумбия. Имат един син – Уилям Джоузеф Фърт (р. 1990 г.).
През 1995 г. Тили се омъжва за Джон Кали – 30 години по-възрастен от нея изпълнителен директор и продуцент от американско филмово студио. Те се преместват в Лос Анджелис, където Кали работи като президент и главен изпълнителен директор на Сони Пикчърс Ентъртеймънт. Бракът завършва с развод през 2002 г.
През 2002 г. Тили се омъжва за настоящия си съпруг – писателя Дон Каламе, който пише художествена литература за юноши. Те се срещат по време на семинар по писане в Биг Сър, Калифорния. От 1999 г. тя живее на островите Гълф, Британска Колумбия. 

## Участия
| година | заглавие            | оригинално заглавие               | роля                 | режисьор                       | жанр              | бел.    |
| ------ | ------------------- | --------------------------------- | -------------------- | ------------------------------ | ----------------- | ------- |
| 1980   |                     | Fame                              | главна танцьорка     | Алън Паркър                    | мюзикъл, драма    |         |
| 1982   |                     | To Climb a Mountain               | Синди                | Майкъл Рей Роудс               | драма             | тв филм |
| 1982   |                     | One Dark Night                    | Джули                | Том Маклафлин и Майкъл Шрьодер | ужаси             |         |
| 1982   |                     | Tex                               | Джейми Колинс        | Тим Хънтър                     | драма             |         |
| 1983   | Психо 2             | Psycho II                         | Мери Самюълс         | Ричард Франклин                | ужаси             |         |
| 1983   |                     | The Big Chill                     | Хлое                 | Лорънс Касдан                  | комедия, драма    |         |
| 1984   |                     | Impulse                           | Дженифър             | Греъм Бейкър                   | ужаси             |         |
| 1985   |                     | Agnes of God                      | сестра Агнес         | Норман Джюсън                  | драма, мистерия   |         |
| 1986   | Off Beat            | Off Beat                          | Рейчъл Уеърхам       | Майкъл Динър                   | комедия           |         |
| 1988   |                     | Masquerade                        | Оливия Лорънс        | Бон Суейн                      | драма, романтичен |         |
| 1988   |                     | The Gilr in a Swing               | Карин Фостър         | Гордън Хеслър                  | драма, фентъзи    |         |
| 1980   | Валмон              | Valmont                           | Мадам дьо Турвел     | Милош Форман                   | драма, романтичен |         |
| 1990   |                     | In the Best Interest of the Child | Дженифър Колтън      | Дейвид Грийн                   |                   | тв филм |
| 1990   | Двамата Джейк       | The Two Jakes                     | Катрин "Кити" Берман | Джак Никълсън                  | криминална драма  |         |
| 1992   | Нормално напускане  | Leaving Normal                    | Мариан               | Едуард Цуик                    | комедия, драма    |         |
| 1993   | Похитители на тела  | Body Snatchers                    | Карол Малоун         | Абел Ферара                    | ужаси             |         |
| 1994   |                     | Sleep with Me                     | Сара                 | Рори Кели                      | комедия, драма    |         |
| 1994   |                     | Trick of the Eye                  | Фейт Крауъл          | Ед Каплан                      | криминален трилър | тв филм |
| 1995   |                     | Journey                           | Мин                  | Том Маклафлин                  | драма             | тв филм |
| 2014   | Създателки на бомби | Bomb Girls: Facing the Enemy      | Лорна Корбет         | Джери Чикорити                 | военне            | тв филм |
| 2016   | Антирождение        | Abtibirth                         | Лорна                | Дани Перес                     | ужаси, мистерия   |         |
| 2017   | Машината на войната | War Machine                       | Джини Макмеон        | Дейвид Мишо                    | военен            |         |

| година    | оригинално заглавие | роля                         | жанр              | бел.                                 |
| --------- | ------------------- | ---------------------------- | ----------------- | ------------------------------------ |
| 1981      | Insight             | Дори                         | драма             | сезон 1, еп. 818                     |
| 1982-1985 | Hill Street Blues   | Джина Згриньоли; Проститутка | драма, криминален | сезон 2, еп. 15 и сезон 5, еп. 15    |
| 1989      | Nightmare Classics  | Кармила                      | драма, ужаси      | сезон 1, еп. 2                       |
| 1993      | Avonlea             | Евелин Гриър                 | Фиона Макхю       | сезон 4, еп. 4                       |
| 1993      | Fallen Angels       | Луис Уелдън                  | драма, криминален | сезон 1, еп. 1                       |
| 1994      | Winnetka Road       | Джордж Грейс                 | драма             | сезон 1, еп. 1-6                     |
| 2010      | Caprica             | майка                        | екшън, драма      | сезон 1, еп. 10 и 16                 |
| 2012-2014 | Bomb Girls          | Лорна Корбет                 | драма, военен     | сезон 1, еп. 1-6 и сезон 2, еп. 1-13 |
| 2022      | Chucky              | Мег Тили                     | ужаси, драма      | сезон 2, еп. 4 и 5                   |

## Трудове и публикации
- Tilly, Meg. Singing Songs.   New York, NY, Dutton, 1994. ISBN 978-0-525-93778-4. OCLC 29357009.
- Tilly, Meg. Gemma.   Minneapolis, MN, Syren Book Co., 2006. ISBN 978-1-4299-5770-0. OCLC 862069558.
- Tilly, Meg. Porcupine.   Plattsburgh, NY, Tundra Books, 2007. ISBN 978-0-88776-810-1. OCLC 77046068.
- Tilly, Meg. First Time.   Victoria, BC, Orca Book Publishers, 2008. ISBN 978-1-55143-946-4. OCLC 298262290.
- Tilly, Meg. A Taste of Heaven.   Toronto, ON, Penguin Group (Canada), 2013. ISBN 978-0-14-318249-8. OCLC 937048604.
- Tilly, Meg. Behind the Scenes.   Toronto, ON, Puffin Books (Canada), 2014. ISBN 978-0-14-318251-1. OCLC 874205901.
- Tilly, Meg. Solace Island.   New York, NY, Jove Books, 2018. ISBN 978-0-440-00053-2. OCLC 1061861283.